# Wilhelmina van Bronckhorst (1601-1669)

familiewapen van Bronckhost

Wilhelmina van Bronckhorst (Delft, 1601 - Horst, 25 mei 1669) was vrouwe van Stad aan 't Haringvliet uit het geslacht Van Bronckhorst.
Zij was een dochter van Nicolaas III van Bronckhorst (ovl. 1606), heer van Stad aan 't Haringvliet, en Josina van Amstel van Mijnden (Loenersloot, 1577-1623), kleindochter van Nicolaas II van Bronckhorst (ovl. 1579). Na de dood van haar broer Nicolaas IV in 1616 werd zij vrouwe van Stad aan 't Haringvliet.
Uit geen van haar drie huwelijken zijn kinderen geboren. Zij trouwde (1) in 1619 met Adolf van Ruitenberg (1595-1628), heer van Staverden en Zuthem. Hij was een zoon van Unico van Ruitenberg (1570-1622), heer van de Ruitenberg en Zuthem, en Johanna Mulert (1575-1626). Zij trouwde (2) op 7 juli 1632 te Utrecht Bernard II van den Bongard (1598 - Warmond, 22 april 1641), heer van Nijenrode. Hij was een zoon van Bernard I van den Bongard (-1629), heer van Nijenrode en Breukelen, en Maria van Lockhorst (-1624). Zij trouwde (3) in 1646 met Willem Vincent van Wittenhorst.
Wilhelmina, douairière van Nijenrode, Breukelen en ter Lucht overleed in Huys ter Horst op 25 mei 1669.

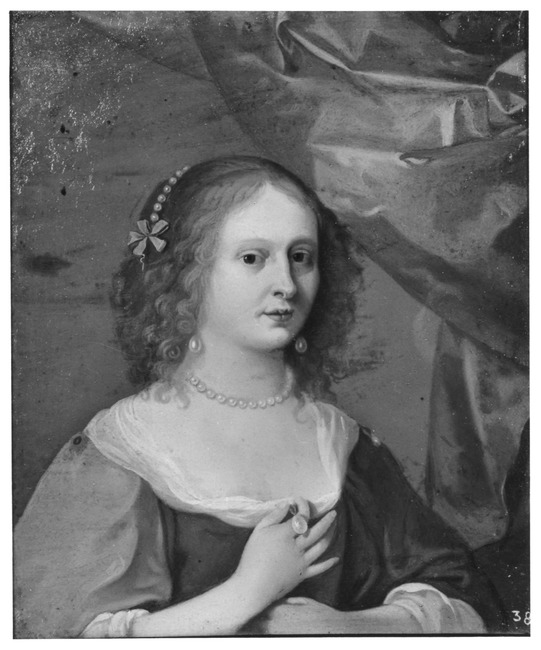
Wilhelmina van Bronckhorst
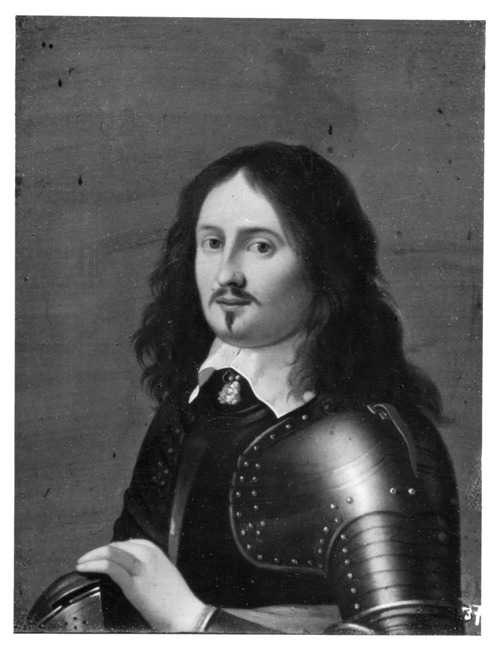
Willem Vincent van Wittenhorst
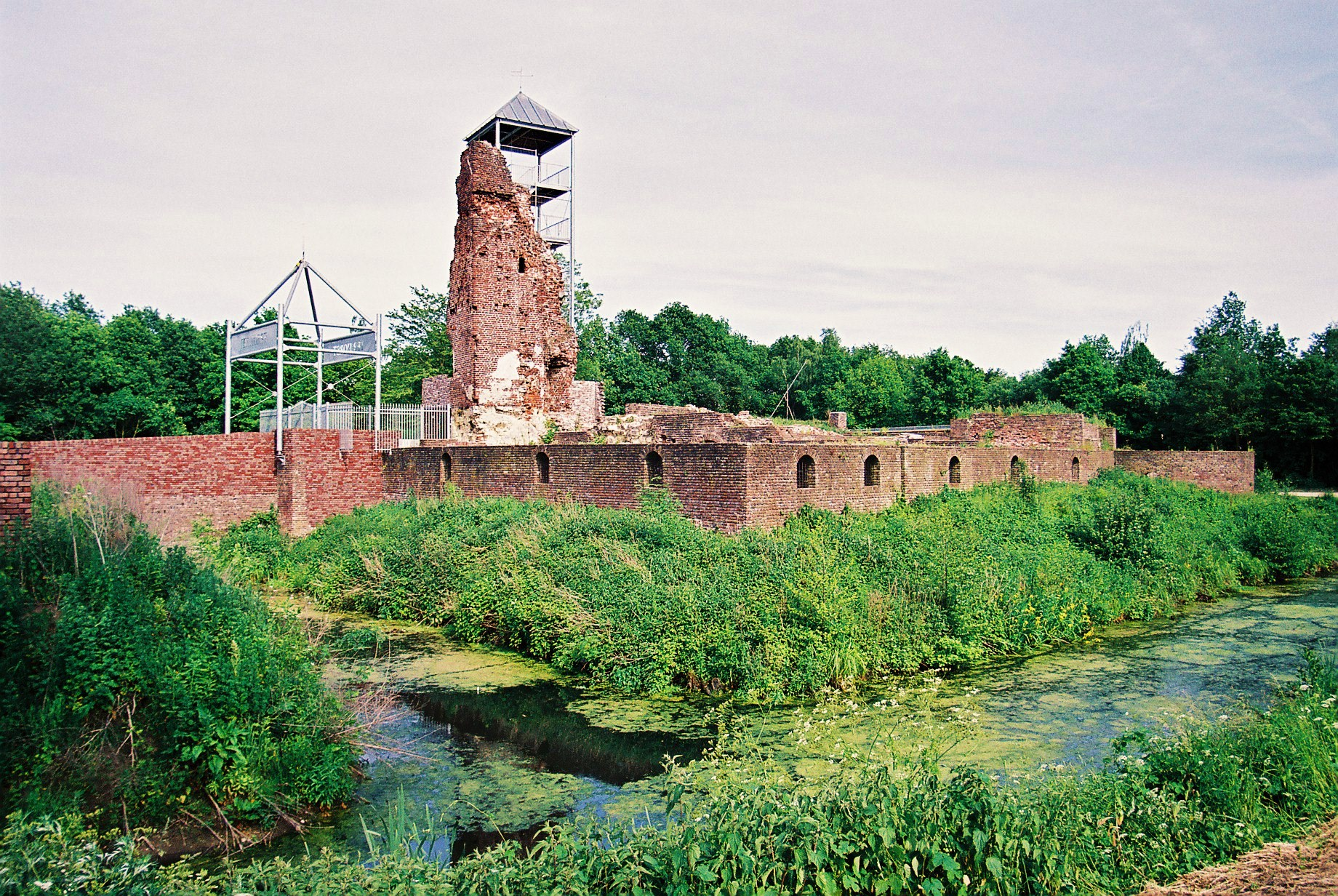
Huys ter Horst

- Gemeinsame Normdatei: 1033573833
- Virtual International Authority File: 297957389